# Frithjof Voss
Frithjof Voss (* 13. Februar 1936  in Gelting/Ostsee; † 16. Mai 2004 in Berlin) war ein deutscher Geograph, Hochschullehrer, Unternehmer und Stifter.

## Leben

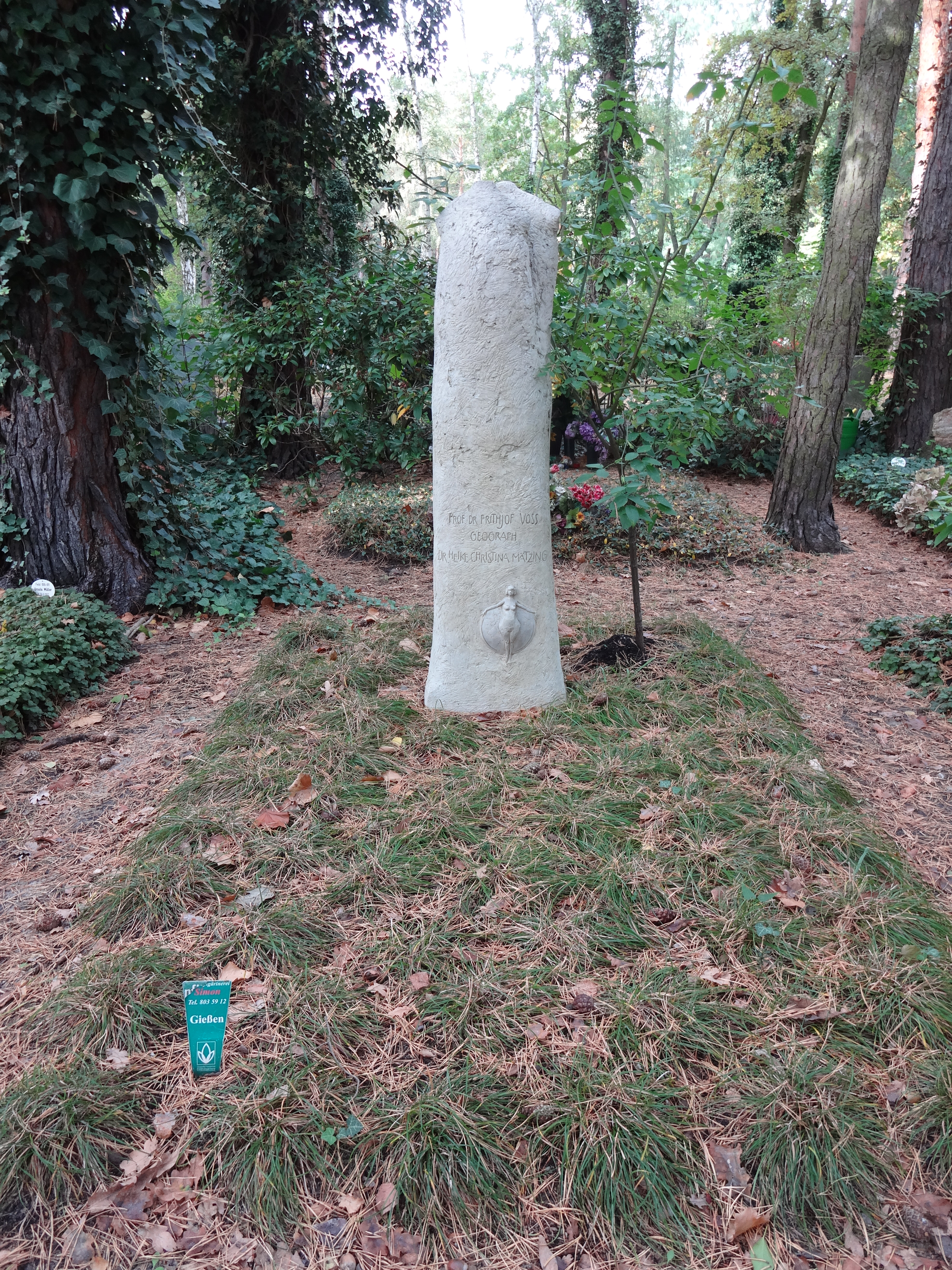
Gedenkstele für Prof. Frithjof Voss und Dr. Heike Christina Mätzing auf dem Waldfriedhof Zehlendorf

Frithjof Voss, Sohn von Anna Voss, geborene Jensen, und des Lehrers Heinrich Voss, studierte nach dem Abitur in Flensburg zwischen 1956 und 1963 in Kiel, Hamburg, Bonn und Oxford die Fächer Geographie und Geologie. Von 1963 bis 1965 war er Wissenschaftlicher Assistent an der Universität Hamburg, wo er 1965 bei Albert Kolb zum Dr. rer. nat. promoviert wurde und, unterbrochen von Auslandsaufenthalten, vor allem in Afrika und Südostasien, u. a. bei der Certeza Surveying & Co., Quezon City, Philippine, von 1969 bis 1980 lehrte.
Im Jahr 1971 hatte Voss sich an der Universität Hamburg habilitiert und von dort 1976 seinen Ruf als Professor für Geographie erhalten.
Er wirkte als Gastprofessor an der State University of the Philippines in Quezon City bei Manila (1966–1968 und 1973–1976).
1980 erfolgte ein Ruf auf die ordentliche Professur für Geographie an die TU Berlin. Im selben Jahr wurde er zudem Director of Technical Operations and Research in Hamburg.
Weitere Gastprofessuren hatte er an der Kasetsart University Bangkok, Thailand (1991–92 u. 1993), der Tonji University Shanghai, China (1994), University Botswana, Gaborone (1994), Universidad de La Frontera, Temuco, Chile (1995), Gifu University und der University of Tuskuba, Science City, Tokyo, Japan (1996).
Frithjof Voss starb am 16. Mai 2004. Sein Grab befindet sich auf dem Friedhof in Steinbergkirche. Auf dem Waldfriedhof Zehlendorf erinnert eine Gedenkstele, geschaffen von dem Leipziger Bildhauer Markus Gläser, an sein Wirken von Berlin aus.

## Wissenschaftliche Arbeit
Sein Forschungsschwerpunkt lag in der angewandten Fernerkundung. Mittels Luftbildauswertungen, Seitwärtsradarerkundung, Satellitenerkundung, Computerkartographie etc. war er vor allem in den Bereichen Massenschädlingsbekämpfung (bes. Heuschrecken), Pflanzenschutz, Landnutzung, Schadstoffe/Altlasten und Wasserhaushalt tätig.
Seine geographischen Schwerpunkte bildeten u. a. Äthiopien, Argentinien, Bulgarien, Chile, China, Indonesien, Kenia, Mali, Mauretanien, Niederlande, Sudan, Saudi-Arabien, Tansania und Thailand.

## Sonstige Tätigkeiten
1980–1989 war er Direktor der Firma Aerial surveys, Hamburg; 1983–1993 wissenschaftlicher Berater des Magazins GEO; 2000 Gründung der Fortbildungsakademie der Deutschen Gesellschaft für Geographie; Microsoft Authorized Academic Training Program Institution; 2002 Gründung einer eigenen Firma („Institut für Geographie“, Berlin, Kurfürstenstraße 114). In den letzten Lebensjahren engagierte sich Frithjof Voss insbesondere im Bereich der Massenschädlingsbekämpfung. Hier hatte er auch verschiedene Gebrauchsmuster angemeldet.

## Prof. Dr. Frithjof Voss Stiftung – Stiftung für Geographie
2000 gründete Voss die Prof. Dr. Frithjof Voss Stiftung – Stiftung für Geographie mit Sitz in Berlin, deren Vorsitzender er bis zu seinem Tod war. Ziel der Stiftung ist die Förderung der Geographie in Wissenschaft und Forschung sowie als Schulfach und die Stärkung ihrer anwendungsbezogenen Bedeutung in der Öffentlichkeit.
Die Stiftung verleiht alle zwei Jahre während des Deutschen Geographentags zwei Wissenschaftspreise (Physische Geographie und Humangeographie) und einen Preis für Schulgeographie sowie vierjährig den Internationalen Wissenschaftspreis der deutschen Geographie.
2007 gründete sich ein Freundeskreis, der die Anliegen der Stiftung in organisatorischer und wirtschaftlicher Hinsicht unterstützt. Er richtet jährlich Veranstaltungen zu geographischen Themen aus, mit denen Interessierte aus Wissenschaft und Schule, Medien und Kultur, Wirtschaft und Politik gleichermaßen angesprochen und für die Geographie gewonnen werden sollen. So fand 2013 mit Unterstützung der Bundesärztekammer eine Tagung mit Medizinern und Geographen zum Thema „Infektionskrankheiten im 21. Jahrhundert“ statt.

## Ehrungen
Im Jahr 1974 wurde Voss Ehrenmitglied der Philippine Society of Photogrammetry, 1996 erhielt er den Rolex Award for Enterprise für seine Arbeit zur „Massenschädlingsbekämpfung in Afrika mit Satellitentechnologie“. Voss war in jenem Jahr der einzige Deutsche unter 2.500 Bewerbern aus 116 Ländern, der mit dem Preis geehrt wurde.
1997 erhielt er für die Bekämpfung der Heuschrecken mit Satellitentechnologie in Casablanca/Marokko die Silbermedaille des Grand prix Hassan II. de l'Invention et de l'Innovation.

## Publikationen
- Die morphologische Entwicklung der Schleimündung. Institut für Geographie und Wirtschaftsgeographie, Hamburg 1967.
- Die Anwendung photogrammetrischer Methoden für Steuererhebungszwecke auf den Philippinen. Institut für Asienkunde, Hamburg 1975, ISBN 3-921469-22-8.
- mit Burkhard Hofmeister (Hrsg.): Berliner Geographische Studien. Universitätsverlag der TU Berlin, 1977–2003, 51 Bände.
- Massenschädlingsplagen in Afrika. In: Zeitschrift für angewandte Geographie. Band 21 (1997), S. 16–20.